# São Pedro de Merelim
São Pedro de Merelim é uma povoação portuguesa do Município de Braga que foi sede da extinta Freguesia de São Pedro de Merelim ou de Merelim (São Pedro) , freguesia que tinha 1,85 km² de área e 1 920 habitantes (2011), tendo, por isso, uma densidade populacional de 1 037,8 hab/km².
A Fregu esia de São Pedro de Merelim foi extinta em 2013, no âmbito de uma reforma administrativa nacional, tendo sido agregada à Freguesia de Frossos, para formar uma nova freguesia denominada União das Freguesias de Merelim (São Pedro) e Frossos da qual é a sede.
São Pedro de Merelim fica situada 4 km a noroeste do centro de Braga, sendo a antiga freguesia delimitada pelas freguesias de Frossos, Panoias, São Paio de Merelim, Palmeira e Dume.

## População
| População da freguesia de Merelim (São Pedro) (1864 – 2011) | População da freguesia de Merelim (São Pedro) (1864 – 2011) | População da freguesia de Merelim (São Pedro) (1864 – 2011) | População da freguesia de Merelim (São Pedro) (1864 – 2011) | População da freguesia de Merelim (São Pedro) (1864 – 2011) | População da freguesia de Merelim (São Pedro) (1864 – 2011) | População da freguesia de Merelim (São Pedro) (1864 – 2011) | População da freguesia de Merelim (São Pedro) (1864 – 2011) | População da freguesia de Merelim (São Pedro) (1864 – 2011) | População da freguesia de Merelim (São Pedro) (1864 – 2011) | População da freguesia de Merelim (São Pedro) (1864 – 2011) | População da freguesia de Merelim (São Pedro) (1864 – 2011) | População da freguesia de Merelim (São Pedro) (1864 – 2011) | População da freguesia de Merelim (São Pedro) (1864 – 2011) | População da freguesia de Merelim (São Pedro) (1864 – 2011) |
| ----------------------------------------------------------- | ----------------------------------------------------------- | ----------------------------------------------------------- | ----------------------------------------------------------- | ----------------------------------------------------------- | ----------------------------------------------------------- | ----------------------------------------------------------- | ----------------------------------------------------------- | ----------------------------------------------------------- | ----------------------------------------------------------- | ----------------------------------------------------------- | ----------------------------------------------------------- | ----------------------------------------------------------- | ----------------------------------------------------------- | ----------------------------------------------------------- |
| 1864                                                        | 1878                                                        | 1890                                                        | 1900                                                        | 1911                                                        | 1920                                                        | 1930                                                        | 1940                                                        | 1950                                                        | 1960                                                        | 1970                                                        | 1981                                                        | 1991                                                        | 2001                                                        | 2011                                                        |
| 891                                                         | 1 010                                                       | 1 003                                                       | 1 017                                                       | 1 090                                                       | 1 034                                                       | 1 107                                                       | 1 285                                                       | 1 237                                                       | 1 346                                                       | 1 454                                                       | 1 738                                                       | 1 725                                                       | 1 710                                                       | 1 920                                                       |

## Personalidades
- Pedro de Merelim

## Locais de Interesse Turístico
Em São Pedro de Merelim encontramos alguns locais de interesse turístico como o Arco da Porta da Capela do Cemitério (estilo românico), a Capela de S. Brás (1602), a Quinta da Gandarela, a Quinta de S. José e o Banco Português de Germoplasma Vegetal.